# Liste de jeux vidéo de quiz
Ceci est la liste de jeux vidéo de quiz.
- Haut – A
- B
- C
- D
- E
- F
- G
- H
- I
- J
- K
- L
- M
- N
- O
- P
- Q
- R
- S
- T
- U
- V
- W
- X
- Y
- Z

## 1
- 1 contre 100

## C
- Capcom World 2: Adventure Quiz
- Capcom World: Adventure Quiz
- Chibi Maruko-chan Deluxe Quiz

## D
- Duel Quiz

## F
- Famille en or, Une (série)
- Friends : Celui qui répond à toutes les questions

## H
- Hatena? no Daibōken: Adventure Quiz 2

## J
- Jeopardy! (série)

## M
- Le Maillon faible
- Mega Q: The Party Quiz Game

## N
- NFL Football Trivia Challenge
- Nope Quiz

## P
- Professor Pac-Man

## Q
- Qui veut gagner des millions ?
- Quiz and Dragons: Capcom Quiz Game
- Quiz Meitantei Neo and Geo: Quiz Daisousasen Part 2
- Quiz Mobile Suit Gundam: Tou. Senshi
- Quiz Nanairo Dreams: Miracle of the Rainbow-Colored Town
- Quiz Party
- Quiz Sangokushi: Chiryaku no Hasha
- Quiz Scramble Special
- Quiz: Tonosama no Yabō
- Quiz: Tonosama no Yabō 2 - Zenkoku-ban

## T
- Trivia Crack
- Trivial Pursuit : Déjanté
- Trivial Pursuit: A New Beginning
- Trivial Pursuit: CD-ROM Edition
- Trivial Pursuit: Déjanté
- Trivial Pursuit: Interactive Multimedia Game
- Trivial Pursuit: The CD32 Edition
- Trivial Pursuit: The CDTV Edition
- Trivial Pursuit: The Computer Game Genus Edition

## W
- Wheel of Fortune

## Y
- You Don't Know Jack, la série